# Colleen Stewart
Colleen Stewart (apellido de soltera Hickey, previamente Smart), es un personaje ficticio de la serie de televisión australiana Home and Away, interpretada por la actriz Lyn Collingwood del 17 de marzo de 1988 hasta 1989, posteriormente regresó en 1997, un año después el 23 de septiembre de 1999 donde interpretó a Collen hasta el 23 de marzo de 2012. El 27 de noviembre de 2012 Lyn regresó a la serie y se fue nuevamente el 24 de enero de 2013.

## Biografía
Después de estar casada por casi 23 años con Les, la pareja se divorció. Recientemente Colleen se enteró de que era media hermana de 
Alf, Morag, Celia, Debra, Barbara Stewart.
A finales de 2010 durante la boda de Gina Austin y John Palmer, Colleen termina siendo su madrina de bodas.
En marzo de 2012 Colleen decidió mudarse de la bahía para irse a vivir con su hijo Lance y su esposa Debbie Smart a Las Vegas. En noviembre del mismo año Colleen regresó a la bahía para asistir a la boda de su sobrina Ruth Stewart y de Harvey Ryan y se fue nuevamente a finales de enero de 2013 con su media hermana Morag.